# Château de Chambonneau

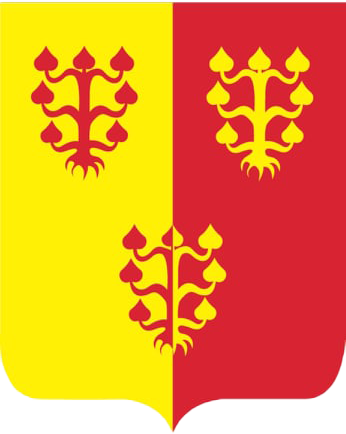
Armes des fiefs de Chambonneau

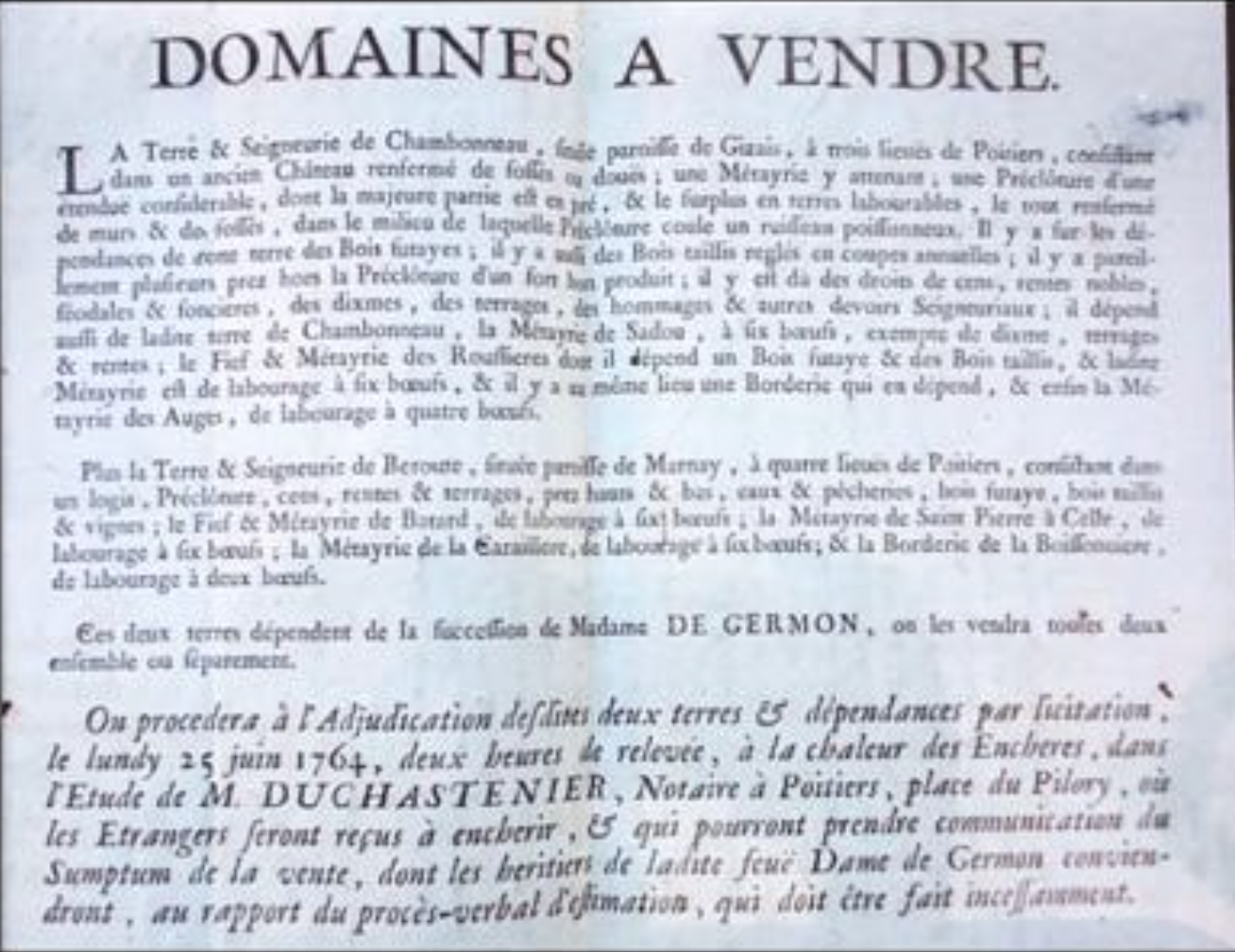
Annonce de la vente aux enchères de 1764

Le château fort de Chambonneau, situé dans la Vienne à Gizay, est construit au pied d'une colline, en bordure du Miosson qui baigne ses douves.

## Histoire
La terre de Chambonneau apparaît dans le descriptif des camps romains établis en l'an 275 sur le territoire de la Cité Pictave (le Poitou) pour défendre cette partie de la province face aux troupes armées qui traversent l'Empire Romain. Les légionnaires creusent des fossés sur un camp de forme carrée. Ces fossés sont toujours visibles.
Le nom de "Campus Bonus" est donné après l'intervention favorable des soldats wisigoths du "camp-devant-Milcion" (le "Miosson") pour la protection de Poitiers en 450 ou 451 contre les Huns. La "villa de Campo Bono" construite en contrebas du camp à l'époque mérovingienne est une maison forte assez modeste baignée par le Miosson. La toponymie évolue en "villa Camboniaco" à l'époque carolingienne. On la retrouve dans les livres de recettes de Ligugé, administrant le domaine après une Fondation de Messe. Camboniac en poitevin de langue d'oc et Chambonneau en poitevin de langue d'oïl sont les deux toponymes définitifs.
Le domaine appartenait à l'abbaye de Ligugé, qui le vendit en 951 à Guy (dit Guitard) de Gençay, auteur de la famille des Guitard ou Anguitard de Gençay.
Un fief double est constitué en 1157 (donations et demandes de la comtesse de Poitiers, Aliénor d'Aquitaine, après son second mariage) pour distinguer les "Grands-Bois de Camboniac" (langue poitevine d'oc) - appelés "Grands-Bois de Chambonneau" en langue poitevine d'oïl - (hommage dû à la Baronnie de Celle-L'Evescault et, donc, à l'évêque de Poitiers) de la "maison forte" (et, plus tard, le château proprement dit) qui devait l'hommage à la châtellenie de Château-Larcher qui relevait elle-même de la Tour-Maubergeon (le comté de Poitiers), vassale du Roi de France. Ainsi coexistent deux fiefs ayant le même siège, l'un vers l'évêque, l'autre vers le roi. Cela explique à la fois la présence de deux pigeonniers (même si le seigneur d'un fief restera conjointement seigneur de l'autre fief) et les armes de fief "d'or et de gueules de l'un-en-l'autre".
Le château-fort fut construit sur ordre du roi de France, Philippe VI, de 1335 à 1345, par Jean Frotier de Melzéard et son épouse Mahaut de Vivonne. Mahaut de Vivonne était l'héritière des deux fiefs par son quadrisaïeul Hugues X de Lusignan, comte de La Marche. Hugues descendait de Guitard de Gençay et avait hérité de la terre de Chambonneau. Isabelle d'Angoulême, épouse de Hugues, avait été antérieurement reine d'Angleterre mais, devenue veuve du roi d'Angleterre, Jean Plantagenêt, elle restera connue par son second mariage comme comtesse de La Marche.
Au bord du Miosson, à quelques kilomètres en amont de Nouaillé-Maupertuis où se déroula la bataille de Poitiers le 19 septembre 1356, Chambonneau dut se rendre aux Anglo-Gascons sans combat après la défaite française. Le Prince Noir, victorieux, et le Roi de France, Jean II le Bon, défait, y dînèrent. Ils y furent témoins du trépas du chevalier John Dandley, blessé lors de la bataille, avant de poursuivre vers Gençay, Bordeaux et jusqu'à Londres.
Chambonneau fut repris en 1373 par les troupes de Bertrand du Guesclin à l'instar de toutes les places fortes environnantes entre 1372 et 1375.
En 1396 la famille Frotier confirme l'hommage pour Chambonneau.
Le château fut profondément modifié sous Louis XI par Guy Frotier de Chambonneau et son épouse Jeanne de Maillé (démantèlement de la place forte et ajout d'une nouvelle aile, côté Sud).
Anne Frotier, petite-nièce de Guy Frotier de Chambonneau, apporte les fiefs par mariage, à François de Blom
.
Ce dernier, ayant tué Jacques Chambert, seigneur de Gizay, en se défendant contre ses attaques fut, à la requête de la veuve du défunt, condamné par arrêt du Parlement de Paris du 12 juillet 1583, bien que reconnu innocent de toute préméditation, au bannissement du ressort de la sénéchaussée de Poitiers, pendant neuf années et à payer deux cents écus à la veuve du seigneur de Gizay, ce qui l'obligea à vendre Chambonneau aux enchères.
François Palustre est le plus fort enchérisseur en 1583, sans doute pour impressionner son beau-père, François Fumé (voir Hôtel Fumé à Poitiers). Il est conseiller au Présidial et maire de Poitiers en 1585. Il se distingue aussi comme l'un des chefs du parti de la Ligue en Poitou.
Le château fut assiégé en 1588 en pleines guerres de Religion par des capitaines d'Henri de Navarre pendant la Guerre-des-Trois-Henri. François Palustre fit alors construire une chapelle dans le châtelet d'entrée en même temps qu'un deuxième pavillon à l'aile Sud.
En 1686, son arrière-petit-fils, César Palustre, seigneur de Chambonneau, ajoute un troisième pavillon et enrichit la chapelle d'une porte de style classique surmontée d’un fronton brisé gréco-romain. Ce dernier est agrémenté des armes Palustre de Chambonneau.
À la mort de la marquise de Germon - ou Germond - (descendante des Palustre de Chambonneau par les Porcheron de Saint-James), ses héritiers sont l'Ordre Souverain de Malte et les neveux du marquis. Ils décident conjointement de vendre les fiefs aux enchères qui sont acquis le 25 juin 1764 par leur lointain cousin René-Charles Alexis de Liniers (cousin germain de Jacques de Liniers (don Santiago de Liniers y Bremond), comte de Buenos Aires et vice-roi du Rio de La Plata pour le compte du roi d'Espagne). Chambonneau fait ainsi retour dans la descendance de ses fondateurs qui l'avaient perdu en 1583 car ledit René-Charles Alexis de Liniers descend de Mahaut de Vivonne à la quatorzième génération. Il devient par la même occasion, comme tous ses prédecesseurs depuis les années 1470, prieur commendataire du prieuré grandmontain de Notre-Dame-de-La-Vayolle (commune de Nieuil-l'Espoir). Il en sera d'ailleurs le dernier avant la Révolution Française.
Il conservera l'arrière-fief de Chambonneau au lieu-dit Les Roussières mais céda Chambonneau proprement dit sous le Premier Empire (en 1810), à Jean-André Fontaine de La Challerie pour sa fille, Justine, qui épousait Henri, comte de Coral, cousin de René-Charles Alexis de Liniers par les Frotier de Chambonneau et donc par les Guitard de Gençay.
Le général de l'Abadie d'Aydrein, gendre du comte de Coral et dont la fille allait devenir, par mariage, comtesse de Beaucorps, fit procéder entre 1865 et 1875, par l'architecte Ojam, à quelques aménagements des façades dans le style troubadour.
Situé en zone occupée à la limite de la zone libre, le château et son domaine participent au réseau de passeurs du curé de Gizay qui sauvent plus de 300 personnes en 28 mois, dont Maurice Schumann, futur promoteur de la construction européenne.
Le comte et la comtesse de Beaucorps-Créquy poursuivirent la restauration à partir de 1953. Descendants de Guitard de Gençay, l'acquéreur de la terre en 951 mais aussi de Mahaut de Vivonne et Jean Frotier de Melzéard, les bâtisseurs du château, ils opèrent le sauvetage d'une demeure qui leur est attachée depuis 11 siècles à l'exception de la période 1583-1764. 
Le château fut inscrit à l'inventaire supplémentaire des monuments historiques en 1964. Ouvert au public à partir de 1964, les petits-enfants du comte et de la comtesse de Beaucorps-Créquy doivent fermer au public le 31 décembre 2015 en l'absence de moyens spécifiques pour l’accueil des visiteurs en situation de handicap.

## Description
Le château, bâti au pied de la colline afin de profiter de la proximité d'une rivière pour mettre des douves en eau, fut construit selon un plan quadrangulaire, avec tours rondes aux angles, deux tours barlongues (arrondies à l'extérieur seulement) sur le milieu des longs côtés, et deux autres tours barlongues pour défendre la porte. Cette porte était précédée d'un châtelet. Toutes les tours faisaient dix-sept mètres de haut, le donjon carré vingt-six mètres de haut.
Sous Louis XI, les temps plus calmes permirent d'entreprendre des travaux afin de rendre le château plus confortable : la courtine et les tours furent abattues du côté ouest, le donjon et les tours du châtelet diminuées de hauteur, et des logis construits de manière symétrique de chaque côté du châtelet.
Au XVIe siècle, furent  construites deux fermes en L en avant du château, avec aux angles les deux pigeonniers (un pour chaque fief : le fief des Grands-Bois de Chambonneau et le fief du Château de Chambonneau), contenant plus de 4000 boulins. Le pigeonnier Sud possède encore son échelle tournante datant d'Henri IV. Furent également ajoutés à cette époque la chapelle susmentionnée et un nouveau corps de logis en prolongement des précédents sur l'aile Sud.
Le châtelet est accolé aux bâtiments d'habitation. Celui-ci était accessible, à l’origine, par un pont-levis à flèches qui franchissait les douves. Ojam, architecte renommé formé, comme Viollet-le-Duc, par Duban, modifia de 1865 à 1875 quelques aspects des extérieurs en ouvrant des croisées de meneaux sur la cour intérieure par l'agrandissement des fenêtres Ouest et créa 4 fenêtres mansardées néo-gothiques sur les toitures passées en ardoises en remplacement de la tuile plate. Aujourd’hui, deux grosses tours parcimonieusement ajourées et surmontées d’un chemin de ronde couvert, enserrent au plus près la porte que précédaient autrefois deux tours barlongues arasées en 1953.
Un jardin d'agrément précède le château. Il est entouré d'un fossé, des douves en eau, situé en bordure du Miosson, rivière qui alimente les douves et qui se jette dans le Clain à Saint-Benoît.